# اچ‌دی ۱۷۹۹۴۹
اچ‌دی ۱۷۹۹۴۹ یک ستاره است که در صورت فلکی کمان قرار دارد.